# مجدل (جبيل)
مجدل  هي إحدى القرى اللبنانية من قرى قضاء جبيل في محافظة جبل لبنان.